# هوانگ چی هسیونگ
هوانگ چی هسیونگ (انگلیسی: Huang Chih-hsiung؛ زادهٔ ۱۶ اکتبر ۱۹۷۶) ورزشکار تکواندو اهل تایوان است.
وی در مسابقات کشوری و بین‌المللی در مجموع برندهٔ ۳ مدال طلا، ۱ مدال نقره و ۲ مدال برنز شده‌است.